# 쿠파주니어
쿠파주니어(일본어: クッパ Jr., 영어: Bowser Jr.)는 마리오 시리즈의 등장인물이다.
쿠파주니어는 쿠파의 아들로, 슈퍼 마리오 선샤인에서 처음 등장했다. 슈퍼 마리오 선샤인에서는 마법 페인트붓을 사용하며, 특별한 손수건을 목에 매고 다니는데, 이 손수건을 뒤집어 쓰면 마리오와 겉모습은 같으나 그림자처럼 검은색을 띠는 그림자 마리오가 된다. 뉴 슈퍼 마리오브라더스에서는 피치 공주를 납치하여 마리오를 고생시키며, 슈퍼 마리오 갤럭시에서는 마리오가 여섯 개의 그랜드 스타를 가져가는 것을 방해한다. 뉴 슈퍼 마리오브라더스 Wii에서는 파스텔 케이크로 피치를 엎어서 납치하고(그 때는 피치 공주의 생일이었다.), 비행선의 보스로 등장한다. 뉴 슈퍼 마리오브라더스 U에서는 거대한 로봇 팔로 피치 공주를 납치한다.
뉴 슈퍼마리오 브라더스 Wii부터 쿠파 7인조와 함께 행동하기도 한다.
마리오 카트 시리즈나 마리오 파티, 스포츠 시리즈 등의 마리오 스핀오프 게임에도 조작할 수 있는 캐릭터로 등장하는 경우가 많으며, 스매시브라더스 시리즈에서도 슈퍼 스매시브라더스 for 닌텐도 3DS/Wii U부터 참전 파이터로 나온다.최근 슈퍼마리오3D월드+퓨리월드에서 퓨리월드에서 2P로 플래이 할 수 있다. 페이퍼 마리오 종이접기 킹에서는 동료가 되기도 했다.